# Consonne post-alvéolaire
Cette page contient des caractères spéciaux ou non latins. S’ils s’affichent mal (▯, ?, etc.), consultez la page d’aide Unicode.
Une consonne post-alvéolaire, ou plus brièvement une post-alvéolaire, désigne, en phonétique articulatoire, une consonne coronale dont le lieu d'articulation se situe au niveau de la jonction entre les alvéoles de la mâchoire supérieure et le palais dur.
Il en existe plusieurs séries selon la forme que prend la langue lors de l'articulation.
- Les palato-alvéolaires sont réalisées avec une langue convexe et renflée en forme de dôme, avec une palatalisation modérée.
- Les alvéolo-palatales sont également réalisées avec une langue bombée, plus proche du palais que pour une palato-alvéolaire, ce qui produit une palatalisation plus accentuée.
- Les rétroflexes sont réalisées avec la langue retroussée vers l'arrière, très concave, il n'y a pas de palatalisation.

Il existe également des clics post-alvéolaires.
Les fricatives sibilantes articulées dans la région post-alvéolaire sont traditionnellement qualifiées du terme de chuintantes.
Le français comporte les fricatives palato-alvéolaires [ʃ] (à l'initiale de « chat ») et [ʒ] (à l'initiale de « jus »).

## Palato-alvéolaires de l'API

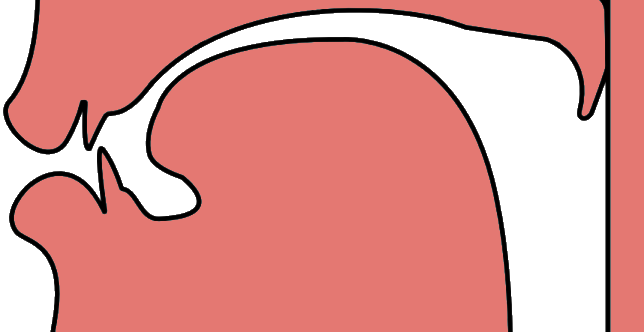
Position de la langue pour une fricative palato-alvéolaire.

L'alphabet phonétique international recense les palato-alvéolaires suivantes :
| API | Description                          | Exemple  | Exemple     | Exemple   | Exemple       |
| --- | ------------------------------------ | -------- | ----------- | --------- | ------------- |
| API | Description                          | Langue   | Orthographe | API       | Signification |
| ʃ   | Fricative palato-alvéolaire sourde   | Français | chat        | ['ʃa]     |               |
| ʒ   | Fricative palato-alvéolaire voisée   | Français | jeu         | ['ʒø]     |               |
| t͡ʃ  | Affriquée palato-alvéolaire sourde   | Anglais  | church      | ['t͡ʃɜːt͡ʃ] | église        |
| d͡ʒ  | Affriquée palato-alvéolaire voisée   | Anglais  | gin         | [d͡ʒɪn]    | gin           |
| ʃʼ  | Fricative éjective palato-alvéolaire |          |             |           |               |

## Alvéolo-palatales de l'API

Position de la langue pour une fricative alvéolo-palatale.

L'alphabet phonétique international recense les alvéolo-palatales suivantes :
| API | Description                                | Exemple  | Exemple     | Exemple   | Exemple       |
| --- | ------------------------------------------ | -------- | ----------- | --------- | ------------- |
| API | Description                                | Langue   | Orthographe | API       | Signification |
| t͡ɕ  | Affriquée alvéolo-palatale sourde          | Mandarin | 京          | [t͡ɕi55ŋ]  | capitale      |
| d͡ʑ  | Affriquée alvéolo-palatale voisée          | Polonais | dźwięk      | [d͡ʑviɛj̃k] | son           |
| ɕ   | Fricative alvéolo-palatale sourde          | Mandarin | 星          | [ɕi55ŋ]   | étoile        |
| ʑ   | Fricative alvéolo-palatale voisée          | Polonais | źle         | [ʑlɛ]     | mal           |
| ɕʼ  | Fricative éjective alvéolo-palatale sourde |          |             |           |               |

## Rétroflexes de l'API

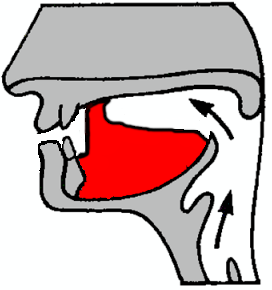
Position de la langue pour une rétroflexe.

Les symboles représentant les rétroflexes sont similaires à ceux utilisés pour les alvéolaires et s'en différencient par un « hameçon » dirigé vers la droite.
L'alphabet phonétique international recense les rétroflexes suivantes :
| API | Description                          | Exemple  | Exemple     | Exemple      | Exemple       |
| --- | ------------------------------------ | -------- | ----------- | ------------ | ------------- |
| API | Description                          | Langue   | Orthographe | API          | Signification |
| ʈ   | Occlusive rétroflexe sourde          | Hindî    | टैक्सी         | [ʈɜːksiː]    | taxi          |
| ɖ   | Occlusive rétroflexe voisée          | Suédois  | nord        | [n̪ʊɖ]        | nord          |
| ʂ   | Fricative rétroflexe sourde          | Mandarin | 上海        | [ʂɑ51ŋxɑi35] | Shanghai      |
| ʐ   | Fricative rétroflexe voisée          | Mandarin | 人          | [ʐə51n]      | personne      |
| ɽ   | Battue rétroflexe voisée             | Japonais | 腹切り      | [haɽa.kiɽi]  | hara-kiri     |
| ɻ   | Spirante rétroflexe voisée           | Tamoul   | தமிழ்         | [tæmɪɻ]      | tamoul        |
| ɭ   | Spirante latérale rétroflexe voisée  | Suédois  | Karlstad    | [kaɭ.stɑːd̪]  | Karlstad      |
| ɳ   | Occlusive nasale rétroflexe voisée   | Hindî    | गणेश         | [gaɳeç]      | Ganesh        |
| ʈ͡ʂ  | Affriquée rétroflexe sourde          | Mandarin | 中          | [ʈ͡ʂ55ŋ]      | milieu        |
| ɖ͡ʐ  | Affriquée rétroflexe voisée          | Malgache | dridra      | [ɖ͡ʐiɖ͡ʐə̥]     | ulcère        |
| ʈʼ  | Occlusive éjective rétroflexe sourde |          |             |              |               |
| ʂʼ  | Fricative éjective rétroflexe sourde |          |             |              |               |

## Clics post-alvéolaires
Les clics post-alvéolaires sont une famille de consonnes à clic que l'on trouve uniquement en Afrique, principalement dans les langues khoïsan, ainsi que dans le langage rituel damin (en) d'une tribu aborigène d'Australie.
Le symbole dans l'alphabet phonétique international représentant l'articulation antérieure de ces sons est la lettre point d’exclamation ǃ. Il doit être combiné à un second symbole représentant l'articulation postérieure pour figurer un son réel de la parole. Les clics post-alvéolaires attestés comprennent :
- [k͡ǃ] ou [ǃ͡k] clic post-alvéolaire vélaire sourd (peut aussi être aspiré, éjectif, affriqué, etc.)
- [g͡ǃ] ou [ǃ͡g͡] clic post-alvéolaire vélaire voisé (peut aussi être soufflé, affriqué, etc.)
- [ŋ͡ǃ] ou [ǃ͡ŋ] clic post-alvéolaire vélaire nasal (peut aussi être sourd, aspiré, etc.)
- [q͡ǃ] ou [ǃ͡q͡] clic post-alvéolaire uvulaire sourd
- [ɢ͡ǃ] ou [ǃ͡ɢ] clic post-alvéolaire uvulaire voisé (généralement prénasalisé)
- [ɴ͡ǃ] ou [ǃ͡ɴ] clic post-alvéolaire uvulaire nasal

Le symbole ressemble à un point d'exclamation, mais ce n'en est pas un : il s'agit en fait du symbole du clic dental avec un point souscrit, l'ancien diacritique pour les consonnes rétroflexes.